# Lecce nei Marsi
Lecce nei Marsi este o comună din provincia L'Aquila, regiunea Abruzzo, Italia.
Populația comunei este de 1.711 locuitori ().

## Demografie
Lecce nei Marsi - evoluția demografică

|  | Graficele sunt indisponibile din cauza unor probleme tehnice. Mai multe informații se găsesc la Phabricator și la wiki-ul MediaWiki. |

Date: Recensăminte sau birourile de statistică - grafică realizată de Wikipedia